# Zyzomys maini
Espèce
Statut de conservation UICN

 VU A2b+3ce+4ce; B2ab(ii,iii,iv,v) : Vulnérable
Zyzomys maini est une espèce de rongeurs de la famille des Muridés endémique d'Australie. Il est appelé Arnhem land rock rat par les anglophones.
Ce petit rongeur est une espèce jugée vulnérable par l'UICN.